# Charlie Mensuel
Charlie Mensuel, o simplemente Charlie, fue una revista mensual «llena de humor e historietas» (Journal plein d'humour et de bandes dessinées), fundada en febrero de 1959. Se cerró en febrero de 1986. El nombre hacía homenaje a Charlie Brown, el personaje principal de la serie Peanuts. 
En la publicación se dieron a conocer en Francia numerosas series internacionales como Andy Capp, Mafalda y Peanuts. Asimismo, fue el trampolín de muchos dibujantes franceses.

## Trayectoria
Fue fundada en 1969 por Delfeil de Ton, su primer jefe de redacción. El lema publicitario decía «la revista que se lee en el sofá comiendo bombones». 

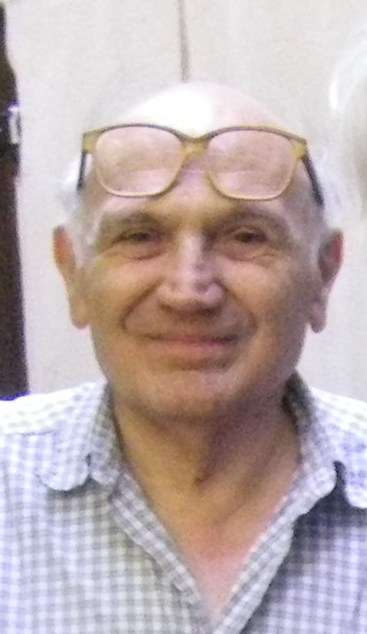
Delfeil en 2008.

Sus jefes de redacción han sido: Delfeil de Ton (1969), Wolinski (1961-81), Willem (1981), Mandryka (1981-83) y Philippe Mellot (1983-86).
En 1970, dio nombre a Charlie Hebdo, sucesora de Hara-Kiri Hebdo tras la prohibición de esta.
La publicación de Charlie Mensuel se detuvo por primera vez en septiembre de 1981; se reanudó en abril de 1982, al ser adquirida por Dargaud. 
Cesó su publicación de nuevo en febrero de 1986, y se unió en marzo a Pilote, con lo que dio lugar a Pilote & Charlie, que se llamó así durante los primeros 27 números, con jefatura de redacción de Mellot, y después se llamaría simplemente Pilote.

## Contenido
| Años      | Números          | Título | Guionista      | Dibujante    | Procedencia |
| --------- | ---------------- | ------ | -------------- | ------------ | ----------- |
| 1979-1980 | 124-130, 136-144 | Ardeur | Daniel Varenne | Alex Varenne | Nueva       |